# All My Loving
Pistes de With the Beatles
All I've Got to Do Don't Bother Me
All My Loving est une chanson des Beatles écrite en 1963 par Paul McCartney, bien que créditée Lennon/McCartney. Les circonstances de la composition sont floues, mais il est certain que McCartney a écrit les paroles avant la musique, ce qui est chez lui inhabituel. La chanson, mélange de country, de rock et de pop, traite de l'éloignement et des futures retrouvailles de deux amoureux, à une époque où le compositeur entame une relation avec l'actrice Jane Asher.
Enregistrée le 30 juillet 1963, la chanson paraît le 22 novembre suivant sur l'album With the Beatles. Elle donne également son titre à un EP du groupe. C'est enfin la première chanson interprétée par les Beatles lors de leur premier passage au Ed Sullivan Show à New York le 9 février 1964. Elle a fait l'objet d'une cinquantaine de reprises, entre autres par Duke Ellington.

## Genèse

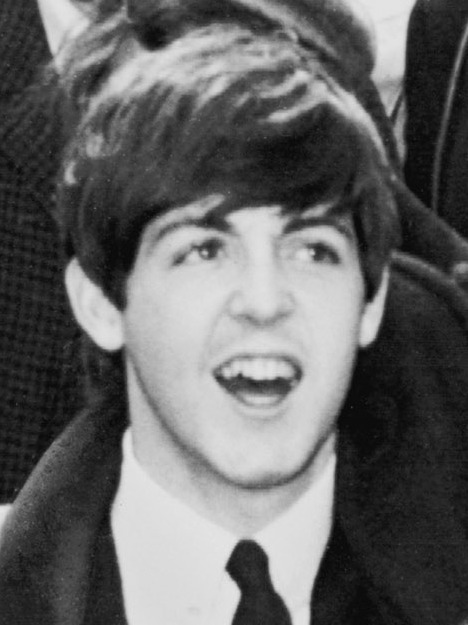
Paul McCartney considère All My Loving comme l'une de ses premières grandes chansons.

S'il est certain que All My Loving est une composition exclusive de Paul McCartney, les circonstances précises de son écriture prêtent à confusion. Elle est composée au printemps 1963, à une époque où McCartney entame une relation avec l'actrice Jane Asher chez qui il s'installe. Selon Steve Turner, c'est alors qu'il se rasait que l'idée de cette chanson lui est venue. Cependant, ce ne sont pas les souvenirs que confie le chanteur à Mark Lewisohn en 1988 : « Je crois que c'est la première chanson pour laquelle j'ai écrit les paroles sans la musique. J'ai écrit les paroles dans le bus de tournée pendant notre tournée avec Roy Orbison. On écrivait beaucoup à l'époque. » Il confirme ces propos en 2021 dans la mini-série McCartney 3,2,1 dans laquelle il s'entretient avec le producteur Rick Rubin.
La chanson est écrite à l'origine comme un morceau de musique country, notamment le solo de George Harrison, mais la guitare rythmique de John Lennon s'inspire d'un morceau plus pop : Da Doo Ron Ron des Crystals. Ce dernier s'est par ailleurs montré très élogieux envers cette chanson dans son interview à Playboy en 1980 : « All My Loving est de Paul, je regrette de le dire. Car c'est un putain de beau boulot. Mais je joue plutôt méchamment bien de la guitare dans le fond. »
Les toutes premières notes des paroles du couplet sont inspirées par un accord de Kathy's Waltz de Dave Brubeck.

## Enregistrement
All My Loving est enregistrée le 30 juillet 1963 dans les studios EMI à la fin d'une session fructueuse qui a vu la mise en boîte de Please Mister Postman, It Won't Be Long, Money (That's What I Want), Till There Was You et Roll Over Beethoven. Treize prises sont réalisées, numérotées de 1 à 14 (la 5 a été oubliée), les trois dernières consistant en des overdubs. La version finale est composée des prises 11 et 14.
Elle est mixée en mono le 21 août par le producteur George Martin et les ingénieurs du son Norman Smith et Geoff Emerick. La même équipe travaille à la version stéréo le 29 octobre.

## Interprètes
- Paul McCartney : chant, guitare basse
- John Lennon : chœurs, guitare rythmique
- George Harrison : chœurs, guitare solo
- Ringo Starr : batterie

## Parution
All My Loving sort le 22 novembre 1963 sur l'album With the Beatles, en troisième position sur la face 1. L'album se place en tête des ventes pendant vingt-deux semaines. Un EP britannique portant le titre de la chanson sort également le 7 février 1964 et se classe en tête des charts pendant plusieurs semaines. Elle paraît également sur l'album Meet The Beatles! aux États-Unis. Capitol Records of Canada la publie, le 9 mars suivant, en face A d'un single couplée à This Boy.
Il s'agit également de la première chanson que le groupe interprète lors de son premier passage au Ed Sullivan Show, qui marque la première prestation publique américaine du groupe, le 9 février 1964 devant plus de 73 millions de téléspectateurs. 
Cette chanson a été enregistrée quatre fois dans les studios de la BBC. La prestation du 28 février 1964 pour l'émission From Us To You diffusée le 30 mars, a été publiée sur Live at the BBC.
Les Beatles l'ont enregistrée devant public à Los Angeles le 23 août 1964 et se retrouve sur le disque The Beatles at the Hollywood Bowl publié en 1977 et remastérisé en 2016.
On peut l'entendre en version orchestrale dans le téléfilm Magical Mystery Tour en 1967.

### Publication en France
La chanson arrive en France en mai 1964 sur la face A d'un 45 tours EP (« super 45 tours »), accompagnée  de Little Child ; sur la face B figurent Hold Me Tight et Don't Bother Me. La photo des Beatles dans une piscine est prise par John Loengard à Miami lors de leur première tournée nord-américaine en 1964,,.

## Analyse musicale
All My Loving est chantée en voix principale par Paul McCartney, soutenu aux chœurs par John Lennon et George Harrison. Sur le plan musical, la chanson est rythmée par une guitare électrique faisant vibrer ses accords, principalement grâce à un grattage rapide en ternaire (en 12/8) alors que le reste des instruments et le chant est en binaire plus classique (en 4/4). Le musicologue Allan Pollack fait un rapprochement entre cette chanson et It Won't Be Long, composition de Lennon présente sur le même album. Les deux chansons partagent un thème commun, l'éloignement de deux amoureux, traité différemment selon l'auteur. McCartney se montre ainsi optimiste, parlant des retrouvailles futures, tandis que Lennon revient sur le passé et le repentir d'avoir causé le départ de sa compagne.

## Culture populaire
En 2024, la prestation de la chanson au Ed Sullivan Show est aperçue dans le film Here de Robert Zemeckis. C'est un clin d'œil au premier film de ce réalisateur, I Wanna Hold Your Hand, qui avait comme thème central la diffusion de cette émission.

## Reprises
Le morceau a été repris notamment par Herb Alpert & the Tijuana Brass, Billy Lee Riley, Me First and the Gimme Gimmes, Helloween, les Gipsy Kings, Alvin et les Chipmunks, etc. Le groupe Beatallica a chanté And Justice For All My Loving.
Richard Anthony reprendra cette chanson en français sous le titre Toi, l'ami.
En 2008, la chanson a été reprise par Jim Sturgess dans le film Across the Universe, une comédie musicale de Julie Taymor, inspiré de 33 chansons des Beatles.
Durant l'année 2014, Arctic Monkeys reprend en live la chanson en compagnie de Miles Kane dans la salle du Madison Square Garden.